# Makowica (Gorce)
Makowica (857 m) – szczyt w Paśmie Lubania w Gorcach. Znajduje się w północno-wschodnim grzbiecie wschodniego wierzchołka Lubania (1211 m). Grzbiet ten poprzez Pasterski Wierch (1100 m), Czerteż (995 m), Makowicę i Basztę (540 m) opada w widły Dunajca i Ochotnicy w miejscowości Tylmanowa w województwie małopolskim, w powiecie nowotarskim, w gminie Ochotnica Dolna.
Mało wybitny szczyt Makowicy całkowicie porasta las, tylko powyżej szczytu, w grzbiecie wznoszącym się na Lubań znajduje się niewielka polana Czerteż.

## Szlak turystyczny
Przez Makowicę prowadzi znakowany szlak turystyczny, który na grzbiecie Lubania krzyżuje się z Głównym Szlakiem Beskidzkim. Przejście tym szlakiem z Tylmanowej na szczyt Lubania jest najbardziej stromym i uciążliwym podejściem w całych Gorcach.
 Tylmanowa (Baszta) – Makowica – Czerteż – Hala Tylmanowska – Pasterski Wierch – Lubań. Odległość 5,5 km, suma podejść 850 m, suma zejść 40 m, czas przejścia 2 godz. 40 min, z powrotem 1 godz. 30 min.